# Club des Belugas
Club des Belugas es un grupo de nu jazz, lounge alemán. La agrupación está constituida por Maxim Illion y Kitty the Bill; cuentan con el apoyo de varios músicos destacados e invitados, incluyendo a Reiner Winterschladen, Mickey Neher, Brenda Boykin y Ester Rada. Además de los instrumentos acústicos, en su música usualmente usan sintetizadores. La producción de este grupo está influenciada por géneros como el jazz,  soul,  latino, electro swing y el lounge.

## Historia
El proyecto fue fundado en 2002 en Wuppertal . El primer álbum fue lanzado en el mismo año, Caviar at 3 am, seguido por Minority Tunes en 2003. En 2006 siguió el tercer álbum Apricoo Soul . Incluía un remix de la versión de Dean Martin de " Mambo Italiano ", que fue autorizado por Capitol Records / EMI y la familia del cantante. Dos años más tarde, en 2008, se lanzó SWOP, al año siguiente Zoo Zizaro, que incluyó su remix de la versión de Ella Fitzgerald de " Air Mail Special ". En 2012, Forward fue lanzado con un sencillo, "Save a Little Love for Me". En 2013 se lanzó el álbum The ChinChin Sessions, que fue creado en colaboración con el trompetista Thomas Siffling.
Club des Belugas ha lanzado sus álbumes Forward y The ChinChin Sessions (a partir de 2013) en el sello Chinchin Records; anteriormente estaban bajo contrato con Artcore Music.
La agrupación ha presentado más de 280 conciertos en vivo en todo el mundo. Entre junio y septiembre de 2007, la banda realizó una gira de conciertos por la República Popular China.
Grabaciones que incluyen "Hip Hip Chin Chin" y "Gadda Rio" (ambas en el álbum Minority Tunes ) alcanzaron el top 10 en las listas de clubes alemanas en 2003. En total, las piezas de la banda se distribuyeron en más de cuatro millones de discos, incluidos no solo los CD de la propia banda, sino también en más de 1900 compilaciones .
Su música ha aparecido en programas de televisión como Live to Dance, So You Think You Can Dance (serie de televisión estadounidense) y Dancing with the Stars (temporada 7 estadounidense) . Grandes compañías han utilizado su música en contenido publicitario.

## Miembros de la banda

### Miembros principales
- Maxim Illion - Teclado, bajo y percusión[8]
- Kitty the Bill - Teclado[3]

### Miembros destacados e invitados
- Bajka[9]
- Carlos Boes
- Brenda Boykin - Voz[8]
- Maya Fadeeva - Voz
- Anna Luca – Voz[8]
- Iain Mackenzie – Voz[8]
- Feran Manseed[9]
- Lene Riebau
- Anne Schnell – Voz
- Tomás Siffling
- ashley pizarrero

## Discografía
Álbumes
- 2002 – Caviar at 3 a.m.
- 2003 – Minority tunes
- 2006 – Apricoo Soul
- 2008 – SWOP
- 2009 – Zoo Zizaro
- 2011 – Live
- 2012 – Forward
- 2014 – Fishing for Zebras
- 2016 – Nine
- 2018 – Club des Belugas & Thomas Siffling – Ragbag
- 2019 – Strange Things Beyond The Sunny Side
- 2021 – That's My Style
- 2021 – How to Avoid Difficult Situations

Sencillos
- 2007 – "Wildcats & Dibidy Dop"
- 2007 – "Hip Hip Chin Chin" (EP)
- 2012 – "Save a Little Love for Me"
- 2014 – "Straight to Memphis"
- 2014 – "Iko Iko" (feat. Brenda Boykin)
- 2016 – "It's Only Music" (feat. Ashley Slater)
- 2016 – "Hip Hip Chin Chin" (Schizoid Sista Remixes)
- 2016 – "Pogo Porn" (feat. Karlos Boes)
- 2016 – "Bye-Bye Baby I Won't Come Back"
- 2018 – "Double A"
- 2019 – "Don't Look Back"
- 2020 – "Get Get On"
- 2020 – "Mondo Mas"
- 2021 – "That's My Style" (feat. Maya Fadeeva)
- 2021 – "Scat"
- 2021 – "Mr. Rain"
- 2021 – "Coming a Little Bit Closer"
- 2021 – "Playing on the Radio"